# Külasema
Koordinaten: 58° 38′ N, 23° 11′ O
Külasema ist ein Dorf (estnisch küla) auf der drittgrößten estnischen Insel Muhu. Es gehört zur gleichnamigen Landgemeinde (Muhu vald) im Kreis Saare (Saare maakond).

## Einwohnerschaft und Geschichte
Der Ort hat 33 Einwohner (Stand 31. Dezember 2011).
Das Dorf wurde erstmals 1645 unter dem Namen Küllaszme urkundlich erwähnt.
Nördlich des Siedlungskerns wurden Begräbnisstätten aus dem älteren Neolithikum freigelegt.
Külasema ist der Geburtsort des estnischen Schriftstellers Aadu Hint (1910–1989).